# Lime (azienda)
Neutron Holdings, Inc. è il nome dell'azienda statunitense nel settore trasporti che detiene il marchio Lime, ex LimeBike nata a gennaio 2017 da un'idea di Brad Bao e Toby Sun con sede a San Francisco, California. 
Gestisce flotte di monopattini, bici elettriche e auto in modalità car sharing in diverse città nel mondo. Il sistema offre veicoli, senza stalli prefissati, che gli utenti trovano e sbloccano tramite un'app mobile che conosce e comunica la posizione dei veicoli disponibili tramite posizionamento GPS.

## Storia
LimeBike è stata fondata nel gennaio 2017 da Brad Bao e Toby Sun, entrambi dirigenti del ramo di venture capital di Fosun International. Nel Marzo 2017 raccolto 12 milioni di dollari di finanziamento da Andreessen Horowitz. La prima sede dell'azienda, University of North Carolina a Greensboro, è stata lanciata nel giugno 2017 con 125 biciclette.
Nel luglio 2017, LimeBike è stata lanciata con 500 biciclette in varie città tra cui Seattle e Washington, diventando il secondo operatore di bike sharing della città.
La società ha chiuso il round di finanziamento di serie B nell'ottobre 2017, annunciando che era valutato $ 225 milioni. Un round di finanziamento di $ 335 milioni nel 2018 ha portato a una valutazione di $ 1,1 miliardi per l'azienda, rendendola una startup unicorn.
Nel gennaio 2018 Lime ha annunciato al CES 2018 che avrebbe iniziato una prova di biciclette elettriche, marchiate Lime-E, a San Francisco. Il mese successivo furono annunciati gli scooter elettrici Lime-S.
Nel maggio 2018, la società ha annunciato che si sarebbe rinominata "Lime" e avrebbe collaborato con Segway per produrre nuovi scooter.
Nel maggio 2018, la società ha annunciato l'intenzione di iniziare lo sviluppo di pod di transito, piccoli veicoli elettrici a guida autonoma. Lime ha richiesto i permessi di car-sharing a Seattle nell'ottobre 2018 e successivamente ha lanciato un servizio nel dicembre 2018 con una flotta di auto Fiat 500 Lounge marchiate "LimePod".
A settembre 2019, Lime è stata riconosciuta come una delle "Top Startups" di LinkedIn per il 2019. Questa è stata la prima volta che Lime si è posizionata in tale classifica ed è stata posizionata al 12º posto delle migliori 50 startup.
Nell'ottobre 2019, Lime ha annunciato che prevede di perdere circa $ 300 milioni nel 2019.
Nel gennaio 2020, Lime ha licenziato circa il 14% della sua forza lavoro e ha terminato il suo servizio di noleggio scooter in una dozzina di mercati, tra cui Atlanta, Phoenix, San Diego e San Antonio. Ulteriori licenziamenti ad aprile sono stati attribuiti alla pandemia COVID-19, con il CEO che ha affermato: "Abbiamo dovuto sospendere le operazioni nel 99% dei nostri mercati in tutto il mondo per sostenere gli sforzi delle città per il distanziamento sociale".
Dalla seconda metà di marzo 2020, a causa della riduzione della domanda di scooter elettrici durante il blocco del COVID-19 nel 2020, Lime ha dovuto sospendere il servizio in quasi due dozzine di paesi.
Lime ha acquisito il business Jump e-bike e scooter da Uber a maggio 2020, insieme a un round di finanziamento da $ 170 milioni guidato da Uber, con la partecipazione di Bain Capital Ventures e GV. L'accordo ha valutato Lime a $ 510 milioni, in calo del 79% rispetto alla sua valutazione di $ 2,4 miliardi nell'aprile 2019. Allo stesso tempo, Brad Bao si è dimesso da CEO, sostituito da Wayne Ting.

## Funzionamento

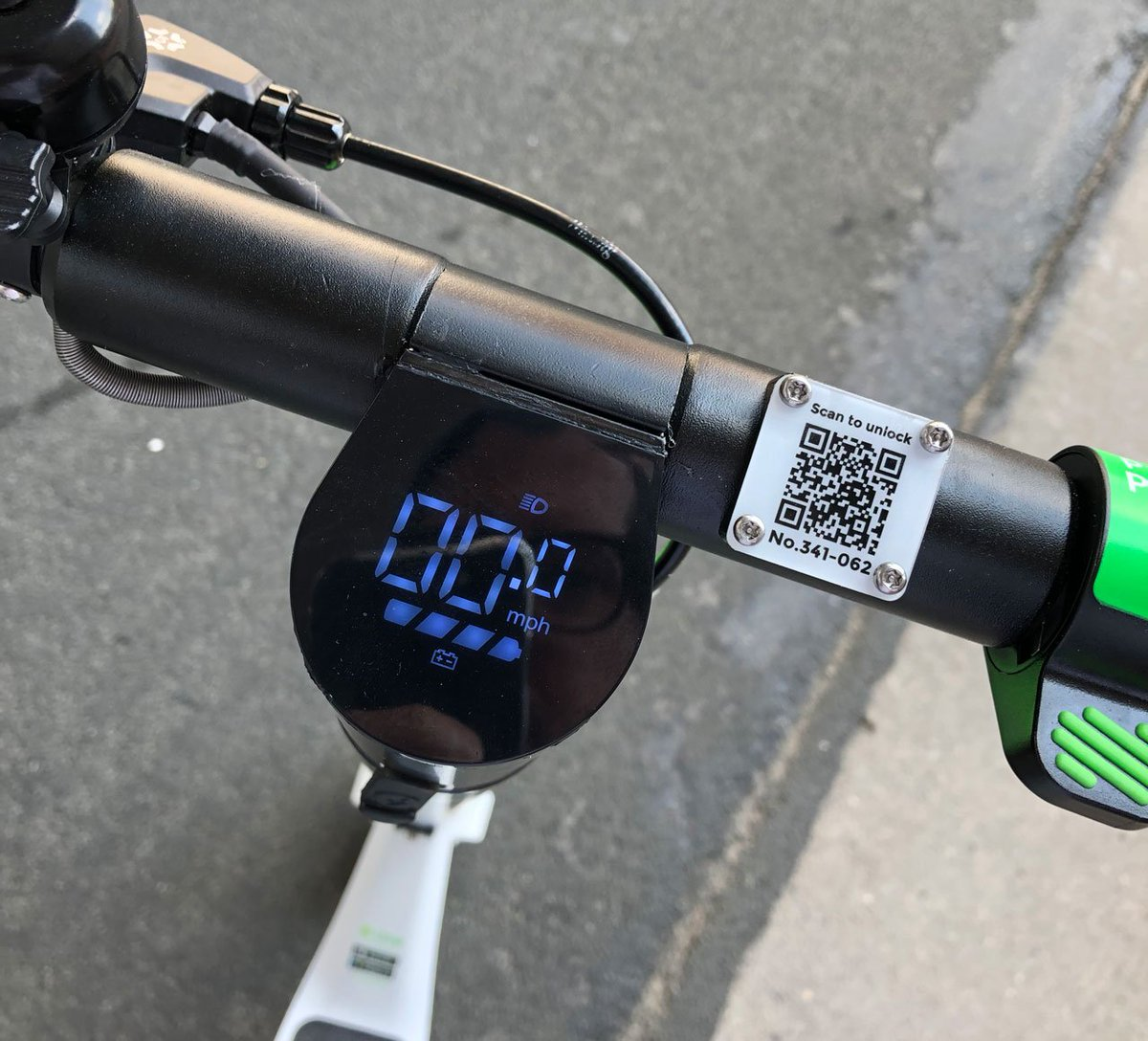
QR code da scansionare per sbloccare il veicolo

L'utente installa l'app Lime sul proprio smartphone, sul quale vengono visualizzati tutti i veicoli (tracciati dal GPS) disponibili nelle vicinanze. Prima di iniziare un viaggio, l'utente fornisce le informazioni di pagamento. L'utente esegue quindi la scansione del codice QR sul veicolo, iniziando il viaggio. Per terminare il viaggio, l'utente parcheggia il veicolo, quindi termina il viaggio tramite l'app. Il prezzo del viaggio viene immediatamente prelevato dalla carta di credito dell'utente. Lime richiede a ogni utente di scattare una foto del veicolo parcheggiato e dei suoi dintorni, per verificare se il veicolo è stato parcheggiato in modo improprio. In caso di problemi durante il viaggio (come un veicolo malfunzionante) l'utente può segnalarlo tramite l'app.

### Ricarica
I monopattini Lime sono caricati dai gig worker, appaltatori privati che si iscrivono per diventare "Juicers"; la società invia i Juicers approvati per la ricarica delle apparecchiature e li paga per ricaricare gli scooter durante la notte, quindi li colloca nei "LimeHub" designati in tutta l'area di servizio dell'azienda al mattino. Tale attività può diventare competitiva, con Juicers in alcuni mercati che utilizzano furgoni e altri mezzi creativi per ritirare scooter in tutta la città. La quantità di denaro che Lime dà agli appaltatori indipendenti per la ricarica di un particolare scooter dipende da quanto tempo lo scooter è rimasto in strada dopo essere stato segnalato per aver bisogno di una carica e prima che il Juicer risegnali lo scooter nell'app per richiedere la ricompensa.

## Veicoli
- Lime-S: flotta di monopattini elettrici
- Lime-E: flotta di bici elettriche
- Lime-B: flotta di bici per il bike sharing
- LimePod: Servizio di car sharing con una flotta di Fiat 500 a Seattle

## Galleria d'immagini

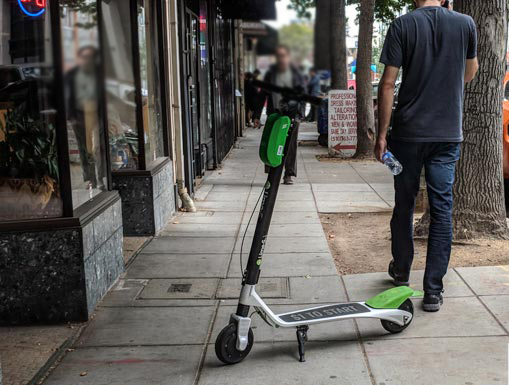
Lime Scooter On A Sidewalk In Oakland, California
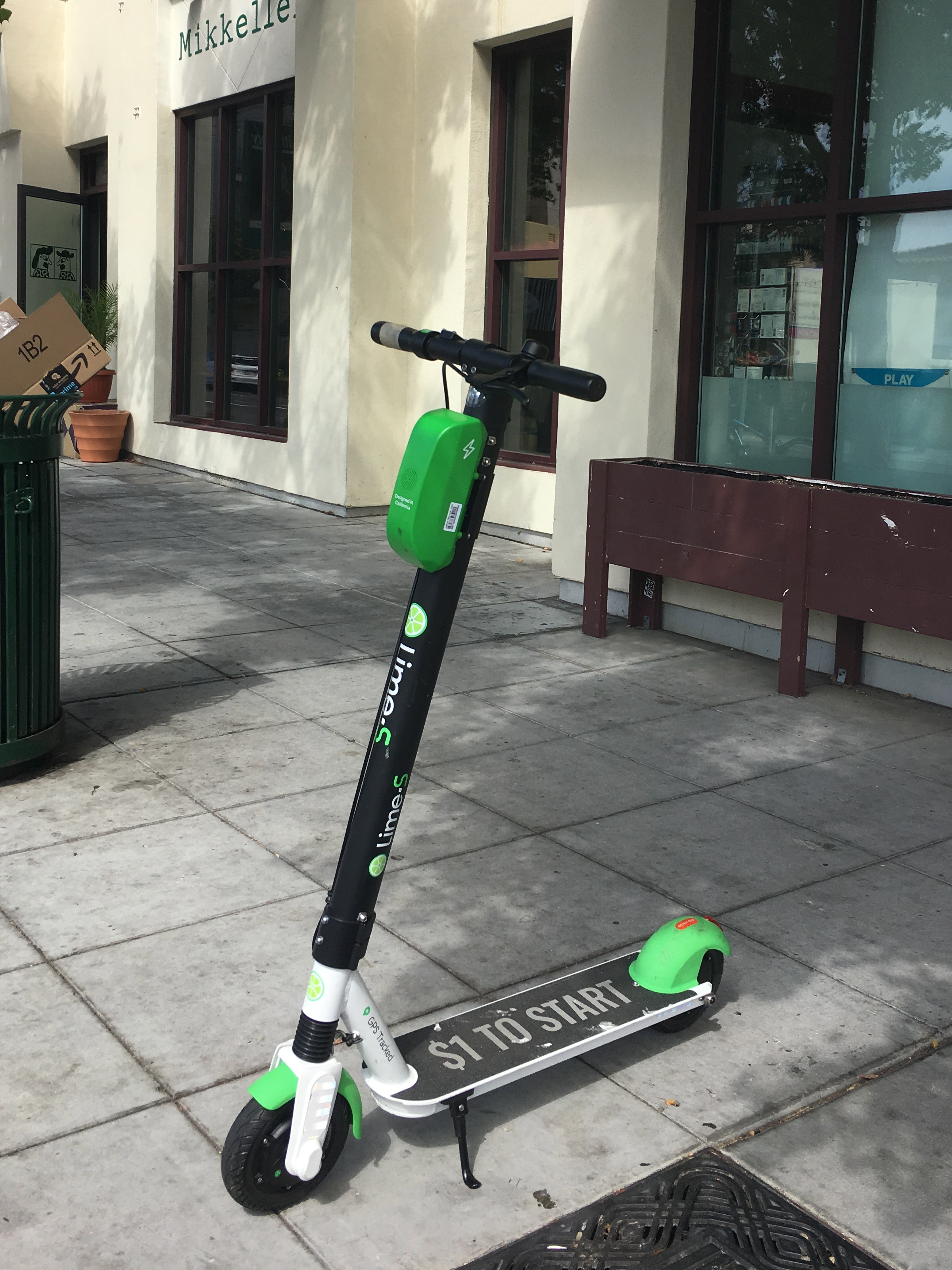
Lime-S Generation 2
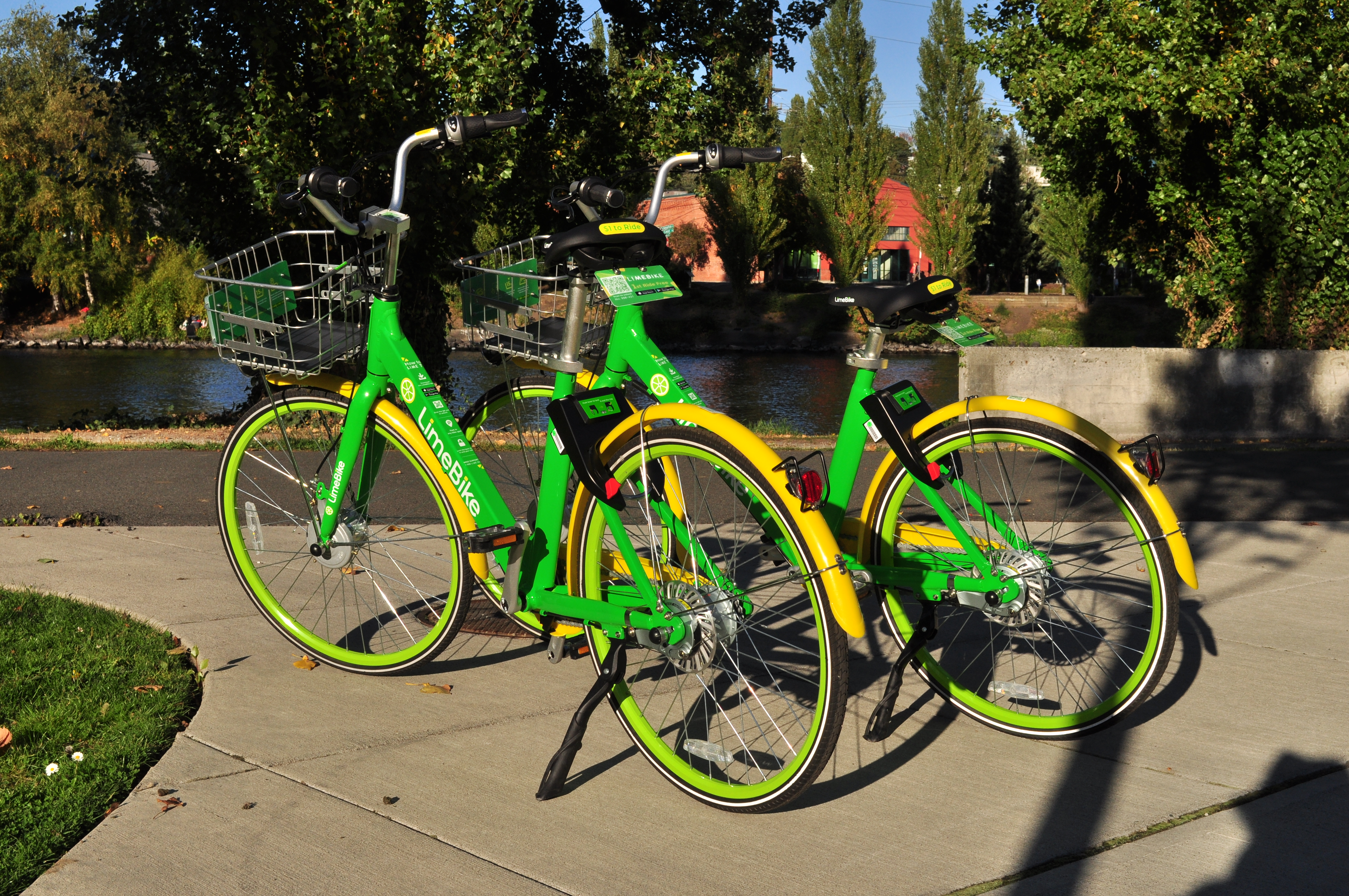
Lime-B
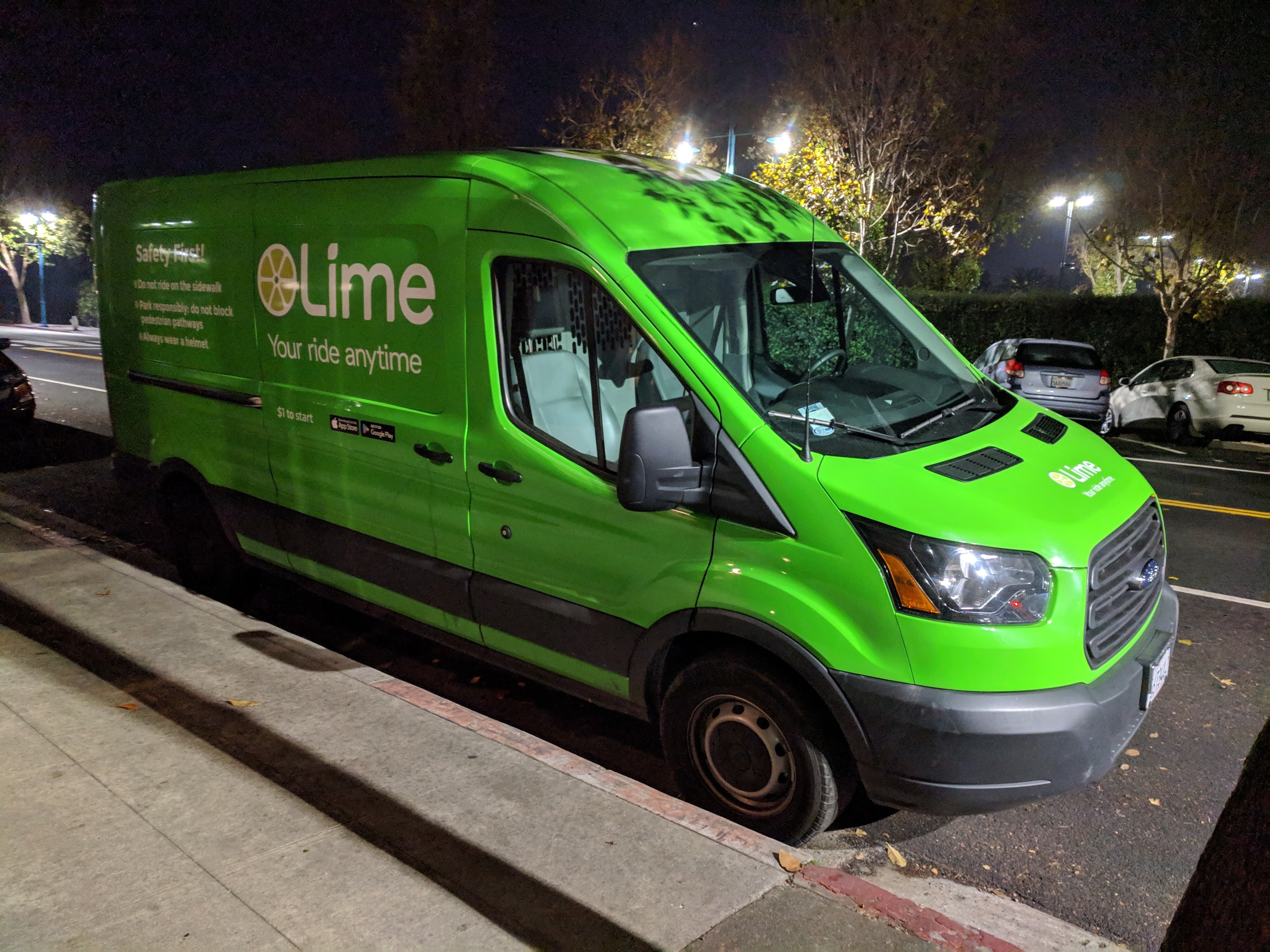
Lime Transport Van
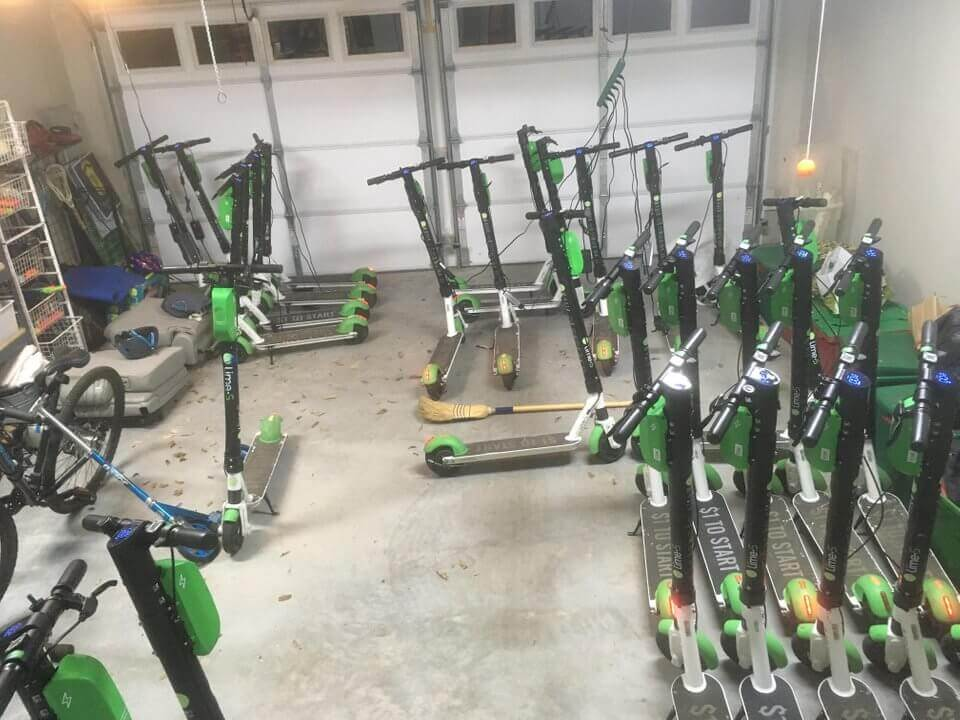
Lime Juicer